# 루키우스 리키니우스 루쿨루스

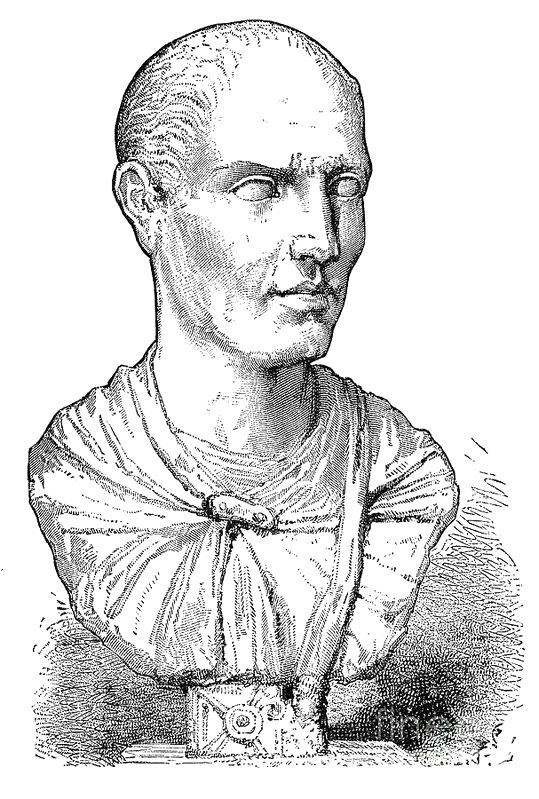

루키우스 리키니우스 루쿨루스(Lucius Licinius Lucullus, 기원전 118년경 - 기원전 56년)은 로마 공화정의 군인이자 정치가로 술라의 부하였으며 동방에서 미트라다테스 6세를 상대로 전승을 거두었다.

## 생애

### 술라의 부하
루쿨루스는 술라의 휘하에서 동맹시 전쟁에 참전하였다. 기원전 88년 재무관으로 선출되었고 술라가 로마로 진군할 때 함께하였다. 제1차 미트라다테스 전쟁이 발발하자 술라와 함께 동방에서 싸웠고 로마로 돌아왔다. 기원전 79년 안찰관, 이듬해에는 특례로 법무관으로 선출되어 쿠르수스 호노룸의 단계를 착착 밟아 나갔다.

### 미트라다테스 전쟁
기원전 74년에는 집정관에 선출되었고 때마침 터진 미트라다테스 6세와의 전쟁으로 원래 갈리아 키살피나 속주로 예정되었던 총독 임지를 바꾸어 킬리키아 속주로 파견되었다. 소아시아에 도착하여 그는 이오니아 지방의 그리스 도시들에서 함대를 징발하여 적군의 해군을 토벌하였다. 그 다음 내륙으로 진군하여 미트라다테스를 폰투스로 몰아내었다. 처음에 로쿨루스는 폰투스의 강력한 기병 때문에 소극적으로 전술을 폈으나 몇 번에 걸친 작은 전투들에서 승리하자 자신감을 얻었고 마침내 카비라 전투에서 미트라다테스를 몰아낼 수 있었다. 루쿨루스는 미트라다테스를 완전히 괴멸시키는 대신 소아시아 속주의 개혁과 안정을 꾀하였는데 이 과정에서 지나친 욕심을 부려 원성을 샀다.
이후 그는 미트라다테스의 사위이자 동맹자인 아르메니아 왕국의 티그라네스 2세를 공격했다. 기원전 69년에는 아르메니아의 수도인 티그라노체르타를 함락시켰다. 그는 엄청난 숫적 열세에도 불구하고 계속 미트라다테스와 티그라네스를 공격하였고 기원전 68년 아르탁사타 전투에서 승리하였지만 곧이어 일어난 휘하 부대의 참전 거부로 더 이상 진격하지 못하고 곤란을 겪었다. 그 사이 미트라다테스는 조금씩 영토를 회복했고 루쿨루스는 로마에서 자신의 지휘권을 폼페이우스에게 넘길 것을 요구 받고 기원전 66년 폼페이우스에게 지휘권을 넘겨주었다.

### 사치스러운 루쿨루스
그는 로마로 돌아와서도 반대자들 때문에 기원전 63년에 와서야 자신의 개선식을 거행할 수 있었다. 정치에 환멸을 느낀 그는 은퇴하여 죽을 때까지 정치에는 일절 관여하지 않았다.
그는 아주 사치스러운 생활을 즐긴 것으로 유명한데 동방에서 전쟁때 가지고온 재물로 사치스러운 생활을 할 수 있었고 여러 군데에 대저택을 소유했다. 영어에서 "lucullan" 이란 단어('사치스러운'이라는 뜻의 형용사)는 바로 그의 이름에서 나왔다.

## 같이 보기
- 플루타르코스